# Erenik
Erenik je řeka v Kosovu, která se nachází v jeho západní části. Celkem její tok měří 51 km, je pravostranným přítokem Bílého Drinu.
Erenik pramení nedaleko albánských hranic, na severních svazích pohoří Junik, které je součástí Prokletých hor, pod vrcholem Đeravica (2 656 m n. m.), nejvyšší horou Kosova. Řeka teče na jih a jihovýchod, kopíruje východní okraj pohoří Prokletije.
Před průchodem Đakovicí protéká celou řadou vesnic, potom městečkem Junik a několika dalšími sídly. Zprava do něj přitéká mnoho potoků stékajících z Prokletých hor (především Šlepica a Rečica), ale hlavní přítoky Ereniku jsou z jeho západní strany (Trava a Loćanska Bistrica).
Za Đakovicí teče Erenik vedle dvou dalších vesnic a brzy se u obce Zrze vlévá do Bílého Drinu.
Erenik patří do úmoří Jaderského moře a odvodňuje území o rozloze 516 km2. Řeka není splavná.
Přes Erenik vede historicky významný a památkově chráněný Terzijský most.